# Maucherita
La maucherita es un mineral arseniuro, por tanto en la clase de los minerales sulfuros. Fue descubierta en 1913 en la localidad de Eisleben, en el estado de Sajonia-Anhalt (Alemania), siendo nombrada así en honor de Wilhelm Maucher, mineralogista alemán. Sinónimos poco usados son: placodina o temiskamita.

## Características químicas
Químicamente es un arseniuro de níquel simple. Está muy relacionado en composición y estructura con el mineral orcelita (Ni4,77As2).
Además de los elementos de su fórmula, suele llevar como impurezas: cobalto -muy frecuente-, hierro, cobre, antimonio y azufre.

## Formación y yacimientos
Se forma en vetas de arseniuros de níquel y cobalto, mediante alteración hidrotermal.
Suele encontrarse asociado a otros minerales como: niquelina, skutterudita niquelosa, calcopirita, millerita, uvarovita, piroxeno o calcita.